# Био рали (Гурково)
„Био рали“ („Магариада“, „Магарешко рали“) в град Гурково, област Стара Загора, е ежегодно състезание с впрегнати в каруци магарета, което се провежда от 1971 г. в началото на септември и е проява по повод Деня на общината – 4 септември.

## История

### Началото
Идеята за „Био рали“ се ражда през 1971 г. в софийската квартира на трима студенти от Гурково – Стоян Богданов, Иван Рунтев и Илия Тодоров. Те обещават на колежките си незабравими преживявания в родното си село, където почти всяка къща разполага с магаре. Така на 10 септември организират в Гурково първото в света био рали – надбягване с изрисувани, автентични каручки с впрегнати магарета, а първоначалния замисъл бил дори още по-амбициозен – да прославят родното си село, като организират пътуване с магарешка каручка из Европа и си направят снимка за спомен пред Айфеловата кула в Париж. Сред организаторите е и Жельо Димитров Стоянов (първият отляво на снимката от 1971 г.).
Първите издания на магарешката надпревара се извършват на пътя по река Лазово, което е съпътствано с произшествия. С прекъсване от 1989 г. традицията се възстановява през 2005 г., като датата е първата събота на месец септември. Състезанието е ограничено до градския стадион в Гурково, където се събират 1000 – 5000 гости – любители на необикновените състезания с магарета. Има и посетители от чужбина – Турция, Русия, Украйна и др. Не се провежда 4 години в периода 2016 – 2019 г. Възстановено е през 2020 г., като XXXI издание на състезанието отново излиза извън пределите на местния стадион с отсечка покрай река Лазово, с участието на 14 магарешки впряга.

### Традиции
- Състезанието е ежегодно и отбелязва празника на гр. Гурково.
- Състезателната част на ралито задължително е предхождана от конкурс за най-добре изрисувана и преправена каруца.
- Талисман от първото издание е магарешката глава изработена от дунапрен.
- Ралито се провежда под девиза „Долу магариите у човека, да уважаваме човещината в магарето!“.

### Патент
Био ралито с впрегнати в четириколесни каруци магарета е уникално по рода си и през 2014 г. е патентовано.
Подобно състезание съществува в пакистанския град Карачи, но там магаретата дърпат двуколки. Традицията се извършва в началото на февруари като част от фестивала Sindh.

### Развъждане
В близкото минало магаретата се ползвали изключително за впрегатни животни – за теглене на каруци и оран.
- Розобер, 
1947 г.
- Оран, 
1963 г.
- Пренос на оборски тор, 1965 г.

В наши дни този бит отмира, а магаретата (и конете) започват да се отглеждат за месо, каквото консумират още прабългарите. Такова месо има наситено червен цвят и най-масово се продава в Италия, Белгия и Франция. То е предпочитано от професионални атлети, като щангистите, по ред причини:
- Съдържа минимално количество наситени мазнини и е изключително здравословно като средство за намаляване на холестерола в кръвта;[7]
- По своите полезни свойства конското месо е много сходно с рибата, защото съдържа повишено количество белтъчини;
- Подходящо е за хора на диета, защото има с 40% по-малко калории, отколкото свинското, говеждото и пилешкото месо;
- Ценен източник на желязо и омега-3 мастни киселини. На всеки 100 грама конско месо се съдържат 4 мг. желязо, което според анализи е три пъти по-усвоимо от организма, отколкото желязото намиращо се в растенията.

## Подготовка за състезанието
Магаретата биват подбирани и тренирани далеч преди състезанието. В последните дни магаретата наблягат на силна храна – зоб или люцерна, вместо обикновено сено. Допингът е забранен. С чувство за хумор е и забраната за люти чушки и конски мухи. Предварителният лекарски преглед е задължителен – проверка на зъби, сърдечна дейност и копита.

## Програма

### Карнавално шествие
Според традиционния сценарий Биоралито си има президент, който единствен се ползва от привилегията да дойде с конски впряг, за да открие магарешката надпревара. Първата атракция е карнавалното шествие, в което се включват президентът на Биоралито, президентшата, коменданта и впряговете, одобрени за участие в Биоралито. 
По стара българска традиция преди надпреварата талигите трябва да се изрисуват. В началото на състезанието това правило се спазва, а върху каруците щедро се пресъздават битови сцени – розобер, правене на вино, семейна софра и др. В наши дни украсата е до голяма степен пренебрегната, но все още има пременени каруци и изобретателност в други насоки – някои състезатели „префасонират“ каручката си в космически кораб, хеликоптер, линейка, комбайн, пиратски кораб, състезателна кола и др. Определят се най-красива каручка, „Мис Магарица“ и „Мистър Марко“.

### Спортна надпревара
Рекорден брой екипажи има през 2013 г. – 26. През 2015 г. са едва 13, което е свързано с намаляване броя на магаретата в региона.
Надпреварата продължава в пет спортни дисциплини:
- „Бързо разпрягане и впрягане“;
- „Скоростна отсечка“ (една обиколка на стадиона – 400 м.);
- „Теглене на каручки“ (съревнование за сила и издръжливост между два впряга);
- „Майсторско кормуване“ (гола кушия, т.е. без самар);
- „Магарофутбол“ (футбол с магарета).

### Награден фонд
Наградата за победителите е парична и в натура – телета, зърно, люцерна, дърва за огрев, дървен материал за нова каручка и др.

## Музей на магарето
В града е основан първият в Европа Музей на магарето, който е пряко свързан с традиционното „Био рали“ донесло популярност на община Гурково. Помещава се на ул. „Първи май“ №1 (непосредствено до автогарата на града).